# Ellerstina
Ellerstina Polo Team (actualmente Ellerstina UAE Yellow Rose por razones publicitarias) es un equipo de polo fundado por el polista argentino Gonzalo Pieres y el empresario australiano Kerry Packer en 1992. Desde su fundación Ellerstina se ha convertido en uno de los principales y mejores equipos del polo argentino, habiendo ganado la Triple Corona del polo argentino en dos oportunidades en los años 1994 y 2010.

## Historia
En 1990 el polista Gonzalo Pieres decidió retirarse del polo profesional de alto hándicap tras obtener su sexto título del Campeonato Argentino Abierto de Polo con La Espadaña. Poco después, sin embargo, el empresario y magnate millonario australiano Kerry Packer, quien tenía ya para entonces una amistad con Pieres, le propuso la creación de un equipo de polo para disputar los torneos de alto hándicap de la Triple Corona. De esta propuesta nació Ellerstina Polo Team, que debe su nombre a la conjunción de las palabras "Ellerston" y "Argentina". Ellerston es el nombre de la estancia de Packer en Australia y del equipo de polo de su propiedad en Inglaterra.
Ellerstina hizo su debut en la temporada 1992 y desde entonces se transformó en uno de los principales equipos de alto hándicap mostrando uno de los juegos más superlativos en la historia del polo, llegando a equipos de 40 goles de hándicap y obteniendo en dos oportunidades la Triple Corona del polo argentino.

## Formaciones
| Año  | Hándicap | Jugador N°1              | Jugador N°2                     | Jugador N°3                | Jugador N°4                              |
| ---- | -------- | ------------------------ | ------------------------------- | -------------------------- | ---------------------------------------- |
| 2024 | 35       | Guillermo Caset (9)      | Lucas Monteverde (h) (8)        | Gonzalo Pieres (h) (9)     | Ignatius Du Plessis (9)                  |
| 2023 | 35       | Nicolás Pieres (9)       | Ignatius Du Plessis (9)         | Bautista Bayugar (8)       | Gonzalo Pieres (h) (9)                   |
| 2022 | 38       | Facundo Pieres (10)      | Hilario Ulloa (9)               | Gonzalo Pieres (h) (9)     | Nicolás Pieres (10)                      |
| 2021 | 39       | Facundo Pieres (10)      | Hilario Ulloa (10)              | Gonzalo Pieres (h) (9)     | Nicolás Pieres (10)                      |
| 2020 | 39 (37)  | Facundo Pieres (10)      | Hilario Ulloa (10)              | Gonzalo Pieres (h) (9)     | Nicolás Pieres (10) Alfredo Cappella (8) |
| 2019 | 39       | Facundo Pieres (10)      | Gonzalo Pieres (h) (9)          | Pablo Pieres (10)          | Nicolás Pieres (10)                      |
| 2018 | 40       | Pablo Pieres (10)        | Nicolás Pieres (10)             | Gonzalo Pieres (h) (10)    | Facundo Pieres (10)                      |
| 2017 | 39       | Pablo Pieres (9)         | Gonzalo Pieres (h) (10)         | Facundo Pieres (10)        | Nicolás Pieres (10)                      |
| 2016 | 39       | Facundo Pieres (10)      | Pablo Pieres (10)               | Gonzalo Pieres (h) (10)    | Nicolás Pieres (9)                       |
| 2015 | 39       | Pablo Pieres (10)        | Nicolás Pieres (9)              | Gonzalo Pieres (h) (10)    | Facundo Pieres (10)                      |
| 2014 | 38       | Facundo Pieres (10)      | Gonzalo Pieres (h) (10)         | Mariano Aguerre (9)        | Nicolás Pieres (9)                       |
| 2013 | 39       | Nicolás Pieres (9)       | Mariano Aguerre (10)            | Gonzalo Pieres (h) (10)    | Facundo Pieres (10)                      |
| 2012 | 38       | Nicolás Pieres (9)       | Mariano Aguerre (9)             | Gonzalo Pieres (h) (10)    | Facundo Pieres (10)                      |
| 2011 | 37       | Facundo Pieres (10)      | Nicolás Pieres (8)              | Ignacio Heguy (9)          | Gonzalo Pieres (h) (10)                  |
| 2010 | 40       | Facundo Pieres (10)      | Gonzalo Pieres (h) (10)         | Pablo Mac Donough (10)     | Juan Martín Nero (10)                    |
| 2009 | 40       | Facundo Pieres (10)      | Gonzalo Pieres (h) (10)         | Pablo Mac Donough (10)     | Juan Martín Nero (10)                    |
| 2008 | 39       | Facundo Pieres (10)      | Gonzalo Pieres (h) (10)         | Pablo Mac Donough (10)     | Juan Martín Nero (9)                     |
| 2007 | 38       | Facundo Pieres (10)      | Gonzalo Pieres (h) (10)         | Pablo Mac Donough (9)      | Juan Martín Nero (9)                     |
| 2006 | 38       | Facundo Pieres (10)      | Gonzalo Pieres (h) (10)         | Pablo Mac Donough (9)      | Juan Martín Nero (9)                     |
| 2005 | 35       | Facundo Pieres (9)       | Gonzalo Pieres (h) (9)          | Pablo Mac Donough (9)      | Matías Mac Donough (8)                   |
| 2004 | 33       | Facundo Pieres (8)       | Gonzalo Pieres (h) (9)          | Pablo Mac Donough (8)      | Matías Mac Donough (8)                   |
| 2003 | 30       | Facundo Pieres (6)       | Gonzalo Pieres (h) (8)          | Pablo Mac Donough (8)      | Matías Mac Donough (8)                   |
| 2002 | 35       | Gonzalo Pieres (h) (8)   | Eduardo Novillo Astrada (h) (9) | Javier Novillo Astrada (9) | Miguel Novillo Astrada (9)               |
| 2001 | 35       | Gonzalo Pieres (h) (8)   | Eduardo Novillo Astrada (h) (9) | Javier Novillo Astrada (9) | Miguel Novillo Astrada (9)               |
| 2000 | 32       | Fabio Diniz (8)          | Gonzalo Pieres (h) (7)          | Gonzalo Pieres (9)         | Marcos Di Paola (8)                      |
| 1999 | 39       | Adolfo Cambiaso (h) (10) | Mariano Aguerre (10)            | Gonzalo Pieres (10)        | Bartolomé Castagnola (9)                 |
| 1998 | 38       | Adolfo Cambiaso (h) (10) | Mariano Aguerre (9)             | Gonzalo Pieres (10)        | Bartolomé Castagnola (9)                 |
| 1997 | 37       | Adolfo Cambiaso (h) (10) | Mariano Aguerre (9)             | Gonzalo Pieres (10)        | Bartolomé Castagnola (8)                 |
| 1996 | —        | —                        | —                               | —                          | —                                        |
| 1995 | 39       | Adolfo Cambiaso (h) (10) | Mariano Aguerre (9)             | Gonzalo Pieres (10)        | Carlos Gracida (10)                      |
| 1994 | 39       | Adolfo Cambiaso (h) (10) | Mariano Aguerre (9)             | Gonzalo Pieres (10)        | Carlos Gracida (10)                      |
| 1993 | –        | —                        | —                               | —                          | —                                        |
| 1992 | 35       | Adolfo Cambiaso (h) (9)  | Mariano Aguerre (8)             | Gonzalo Pieres (10)        | Cristian Laprida (8)                     |

### Familia Pieres
- Gonzalo Pieres (h): jugó 26 temporadas en Ellerstina (entre 1999 y 2024)
- Facundo Pieres: jugó 20 temporadas en Ellerstina (entre 2003 y 2024)
- Nicolás Pieres: jugó 13 temporadas en Ellerstina (entre 2011 y 2024)
- Gonzalo Pieres: jugó 7 temporadas en Ellerstina (entre 1992 y 2000)
- Pablo Pieres: jugó 5 temporadas en Ellerstina (entre 2015 y 2019)

### Otros jugadores
- Mariano Aguerre: jugó 9 temporadas en Ellerstina (1992-1999 y 2012-2014). Cabe destacar que Mariano reemplazó a Pablo "Polito" Pieres en la primera fecha del Abierto de Tortugas dado que Polito arrastraba una suspensión de la final del Campeonato Argentino Abierto de Polo del año 2015.
- Pablo Mac Donough: jugó 8 temporadas en Ellerstina (entre 2003 y 2010)
- Adolfo Cambiaso (h): jugó 6 temporadas en Ellerstina (entre 1992 y 1999)
- Juan Martín Nero: jugó 5 temporadas en Ellerstina (entre 2006 y 2010)
- Bartolomé Castagnola: jugó 3 temporadas en Ellerstina (entre 1997 y 1999)
- Matías Mac Donough: jugó 3 temporadas en Ellerstina (entre 2003 y 2005)
- Hilario Ulloa: jugó 3 temporadas en Ellerstina (entre 2020 y 2024)
- Carlos Gracida: jugó 2 temporadas en Ellerstina (entre 1994 y 1995)
- Eduardo Novillo Astrada (h): jugó 2 temporadas en Ellerstina (entre 2001 y 2002)
- Javier Novillo Astrada: : jugó 2 temporadas en Ellerstina (entre 2001 y 2002)
- Miguel Novillo Astrada: : jugó 2 temporadas en Ellerstina (entre 2001 y 2002)
- Ignatius Du Plessis: jugó 2 temporadas en Ellerstina (entre 2022 y 2023)
- Cristian Laprida: jugó una temporada en Ellerstina (1992)
- Fabio Diniz: jugó una temporada en Ellerstina (2000)
- Marcos Di Paola: jugó una temporada en Ellerstina (2000)
- Ignacio Heguy: jugó una temporada en Ellerstina (2011)
- Bautista Bayugar: jugó una temporada en Ellerstina (2023)
- Guillermo Caset: jugó una temporada en Ellerstina (2024)
- Lucas Monteverde (h): jugó una temporada en Ellerstina (2024)

## Títulos
- Campeonato Argentino Abierto de Polo: 6

1994, 1997, 1998, 2008, 2010 y 2012
- Campeonato Abierto de Polo del Hurlingham Club: 11

1994, 1995, 1999, 2005, 2007, 2009, 2010, 2016, 2017, 2018 y 2020
- Campeonato Abierto de Polo del Tortugas Country Club: 13

1992, 1994, 1995, 2005, 2007, 2008, 2009, 2010, 2011, 2012, 2019, 2020 y 2021
- Triple Corona: 2

1994 y 2010